# Strana vidieka
Strana vidieka (zkratka SV, česky Strana venkova) je slovenská krajně pravicová politická strana. Stranu založil jako nástupce ĽS-HZDS Vladimíra Mečiara její bývalý poslanec a ministr financí v Mečiarově třetí vládě Sergej Kozlík. Od roku 2014 do roku 2015 strana nesla název Strana demokratického Slovenska, v letech 2014–2022 Národná koalícia a v letech 2022–2025 Národná koalícia/Nezávislí kandidáti. Předsedou strany je od roku 2024 Rudolf Huliak.

## Historie
V prezidentských volbách v roce 2019 strana podpořila bývalého ministra spravedlnosti za ĽS-HZDS Štefana Harabina.
V parlamentních volbách v roce 2020 strana nekandidovala. Členové strany měli původně kandidovat na kandidátkách ĽSNS, NK/NEKA ale z plánované spolupráce odstoupila.
V parlamentních volbách v roce 2023 členové strany kandidovali jako nezávislí na kandidátce SNS, která obdržela 5,62 % hlasů. Poslanci se stali Rudolf Huliak, Pavel Ľupták a Ivan Ševčík. V roce 2024 oznámili tito poslanci odchod z klubu SNS. 4. února 2025 do strany vstoupil bývalý člen strany HLAS-SD a poslanec NR SR Roman Malatinec. Huliak se následně stal ministrem cestovního ruchu a sportu ve čtvrté vládě Roberta Fica jako nominant strany SMER-SD.

## Volební výsledky

### Národní rada Slovenské republiky
| Volby | Hlasy  | Hlasy  | Mandáty | Mandáty | Pozice | Postavení |
| Volby | Počet  | %      | Počet   | ±       | Pozice | Postavení |
| ----- | ------ | ------ | ------- | ------- | ------ | --------- |
| 2023  | za SNS | za SNS | 3/150   | ▲3      | ▲7.    | Vláda     |

### Evropský parlament
| Volby | Hlasy | Hlasy | Mandáty | Mandáty | Pozice |
| Volby | Počet | %     | Počet   | ±       | Pozice |
| ----- | ----- | ----- | ------- | ------- | ------ |
| 2019  | 7 145 | 0,72  | 0/14    | 0       | 15.    |